# Elaphe quadrolineata
Elaphe quadrolineata este o specie de șerpi din genul Elaphe, familia Colubridae. Conține o singură subspecie: E. q. scyrensis.